# Agaricus bitorquis
Agaricus bitorquis (Quél.) Sacc., Sylloge fungorum (Abellini) 5: 998 (1887). È un fungo basidiomicete riconoscibile tra le altre specie della Sezione "Bitorques" per la presenza di due anelli evidenti, l'odore gradevole ed il gambo corto rispetto al diametro del cappello.

È un prataiolo inconfondibile anche per la facilità con cui riesce a "demolire" letteralmente l'asfalto stradale su cui occasionalmente cresce il carpoforo. Logicamente bisogna evitare nel modo più assoluto il consumo di esemplari che crescono ai bordi delle strade o su substrati innaturali, in quanto questi accumulano sostanze inquinanti.

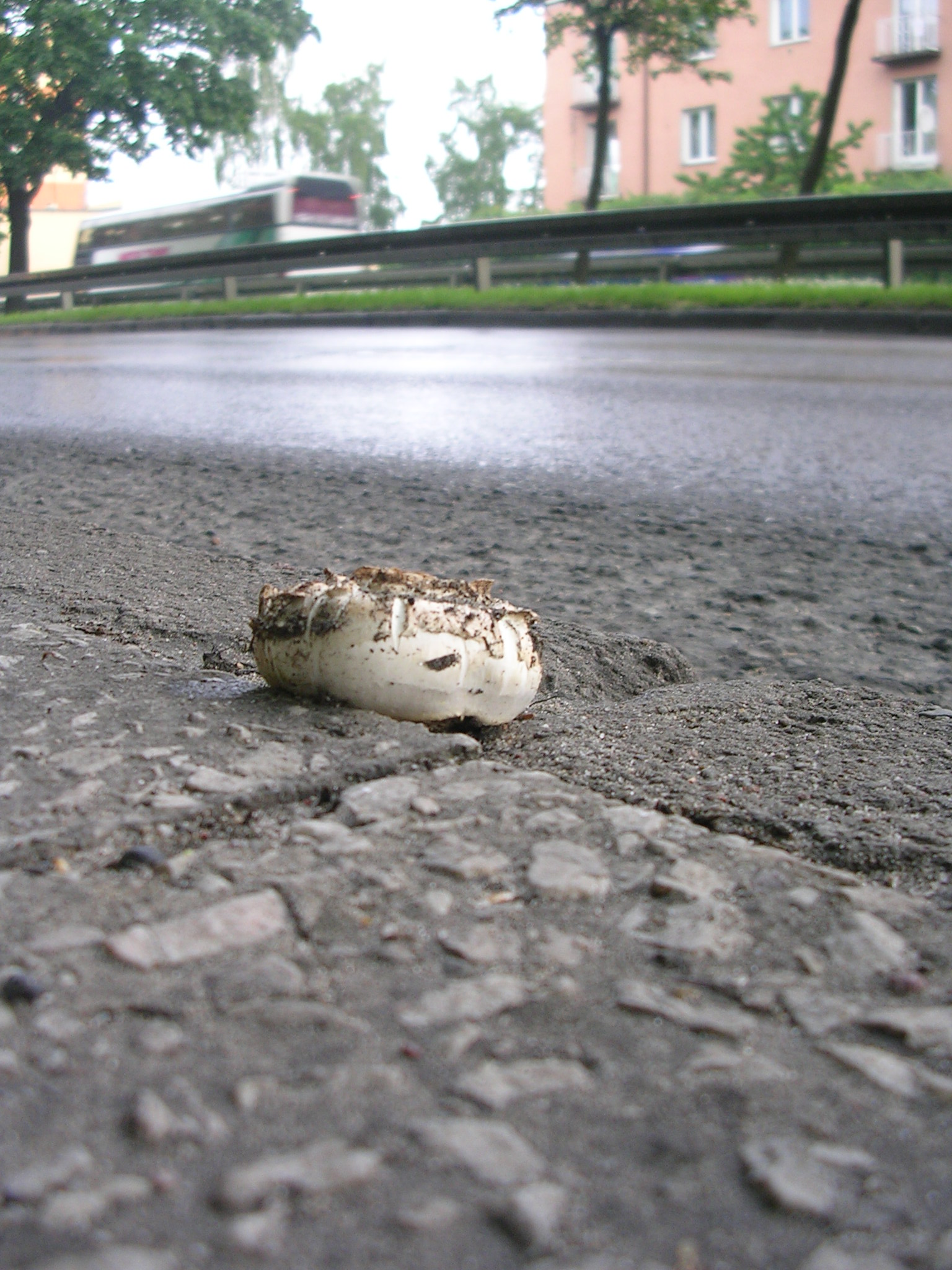
Il fungo dell'asfalto

## Descrizione della specie

### Cappello
15 × 1–2 cm, emisferico, poi espanso, molto carnoso, compatto, spesso sporco di terra.
cuticolaliscia o lievemente fibrillosa, di colore da bianco a biancastro sporco, a volte ocraceo pallido, spesso ricoperto di terra.
marginearrotondato, a lungo involuto.

### Lamelle
Libere o leggermente adnate, piuttosto sottili, strette 4÷6 mm, arrotondate, biancastre-rosa pallido, poi rosa carnicino, infine bruno scuro, con filo intero e biancastro.

### Gambo
8-12 × 3–5 cm, cilindrico, bianco, pieno, sodo, glabro, attenuato verso il basso, facilmente separabile dal cappello.

### Anello
Anello doppio infero, spesso attaccato al margine del cappello, può avere l'aspetto di un'armilla plissettata.

### Carne
Soda, bianca, al taglio vira leggermente al rosa carne.
- Odore: forte e gradevole.
- Sapore: di nocciola.

### Microscopia
Spore5-6 × 4,5-5 µm, sub-sferiche, lisce, con parete spessa, provviste di apicolo, senza poro germinativo, guttulate (mono- e bi-, raramente pluri-guttulate), di colore bruno-porpora (iantinosporeo).
Basiditetrasporici.

## Habitat
Fruttifica dalla primavera all'autunno, spesso gregario, nei prati, ai margini delle strade e perfino sull'asfalto dal quale spunta sollevando il manto stradale, in terreni calcarei e sabbiosi.

## Commestibilità
È un ottimo commestibile, assai apprezzato da crudo.
Attenzione!Si sconsiglia il consumo di esemplari colti nei pressi di centri urbani o di strade (vedi foto) in quanto, come le altre specie appartenenti al genere Agaricus, tende ad accumulare grandi quantità di metalli pesanti (piombo, cadmio, mercurio).

## Etimologia
Dal latino "agaricus" = campestre, per via dell'habitat e "bitorquis" = con due collane, per via dei suoi due anelli.

## Binomi e sinonimi obsoleti
- Agaricus bitorquis var. validus (F.H. Møller) Bon & Cappelli, Docums Mycol. 13(no. 52): 16 (1983)
- Agaricus edulis Bull., Herbier de la France Champignons, Histoire des Champignons (Paris): 134 (1783)
- Agaricus edulis var. validus (F.H. Møller) F.H. Møller, Friesia 4: 203 (1952)
- Agaricus rodmanii Peck, Rep. N.Y. St. Mus. nat. Hist. 36: 45 (1894)
- Chitonia pecquinii Boud.
- Pratella bitorquis (Quél.) Quél., Flore mycologique de la France et des pays limitrophes (Paris): 72 (1888)
- Pratella peronata (Roze) Quél., Flore mycologique de la France et des pays limitrophes (Paris): 72 (1888)
- Psalliota bitorquis Quél., Comptes rendu de l'Association Française pour l'Avancement des Sciences 12: 500 (1884) [1883]
- Psalliota edulis (Bull.) Jul. Schäff. & F.H. Møller, Annales Mycologici 36(1): 75 (1938)
- Psalliota edulis var. valida F.H. Møller, Friesia 4: 14 (1950) [1949-50]
- Psalliota peronata Roze: 44 (1888)
- Psalliota rodmanii (Peck) Kauffman,: 235 (1918)

## Specie simili
Può essere confuso con:
- Agaricus campestris, che ha l'anello fugace, lamelle colorate più vivacemente ed è più fragile.
- Agaricus bisporus, che ha un anello semplice e basidi bisporici.